# Marie Jirásková
Marie Jirásková, född 1903, död 1972, var en tjeckoslovakisk friidrottare med löpgrenar som huvudgren. Jirásková var världsrekordhållare i stafettlöpning och blev medaljör vid damolympiaderna 1922 i Monaco och 1922 i Paris och var en pionjär inom damidrott.

## Biografi
Marie Jirásková föddes 1903 i dåvarande Tjeckoslovakien. I ungdomstiden blev hon intresserad av friidrott och gick senare med i idrottsföreningen "SK Úředníci Karlín" i Prag. Hon tävlade i kortdistanslöpning och längdhopp men även i diskuskastning. Hon blev tjeckoslovakisk mästare i stafettlöpning.
1921 presterade Jirásková tjeckoslovakisk årsbästa (Ženy ČSR) i längdhopp och hamnade på andra plats i häcklöpning 75 meter 1924.
Den 21 maj 1922 satte hon sitt första världsrekord i stafettlöpning 4 x 100 meter (med Marie Mejzlíková I, Marie Jirásková som andre löpare, Marie Bakovská och Marie Mejzlíková II) vid tävlingar i Paris, detta blev även det första officiella världsrekordet i stafett för damer.
Den 6 augusti satte hon även världsrekord i stafettlöpning 4 x 75 meter för klubblag (med Bozena Srámková, Kamila Olmerová, Jirásková, och Marie Mejzlíková II) vid tävlingar i Prag.
1922 deltog Jirásková i april även vid Damspelen 1922 i Monte Carlo, under tävlingarna tog hon bronsmedalj i längdhopp efter Mary Lines och Elise Van Truyen. Senare samma år deltog hon även vid Damolympiaden 1922 (Ženské světové hry v Paříži) i Paris, under tävlingarna tog hon bronsmedalj i stafettlöpning 4 x 110 yards (med Marie Mejzlíková II, Bozena Srámková, Marie Mejzlíková I och Marie Jirásková som fjärde löpare).
1923 deltog hon vid tjeckoslovakiska mästerskap (Mistrovství ČSR) den 7 oktober i Prag, hon tog silvermedalj i längdhopp och bronsmedalj i löpning 60 meter.
1924 blev Jirásková tjeckoslovakisk mästare i stafettlöpning 4 x100 meter (med Marie Jirásková, Marie Ševčíková, Kamila Olmerová och Marie Mejzlíková II)
1925 tog hon silvermedalj i diskuskastning vid mästerskapen i Prag.
Senare drog sig tillbaka från tävlingslivet.